# Киселівський дендрологічний парк «Гайдейка»
Киселі́вський дендрологі́чний парк «Гайде́йка» — дендрологічний парк місцевого значення в Україні. Розташований у межах Кіцманського району Чернівецької області, за 4 км на північ від села Киселів і неподалік від села Степанівка, поруч з автошляхом Т 2615. 
Площа 20,4 га. Статус надано 1999 року. Перебуває у віданні Киселівської сільської ради. 
Статус надано для збереження давнього дендрологічного парку, закладеного 1864 року поміщиком Іваном фон Зотта. Зростає понад 15 видів дерев і кущів, у тому числі цінних та екзотичних: тис, кипарисовик, лимонник китайський, тюльпанове дерево, магнолія Суланжа, ялівець та інші. 

## Галерея

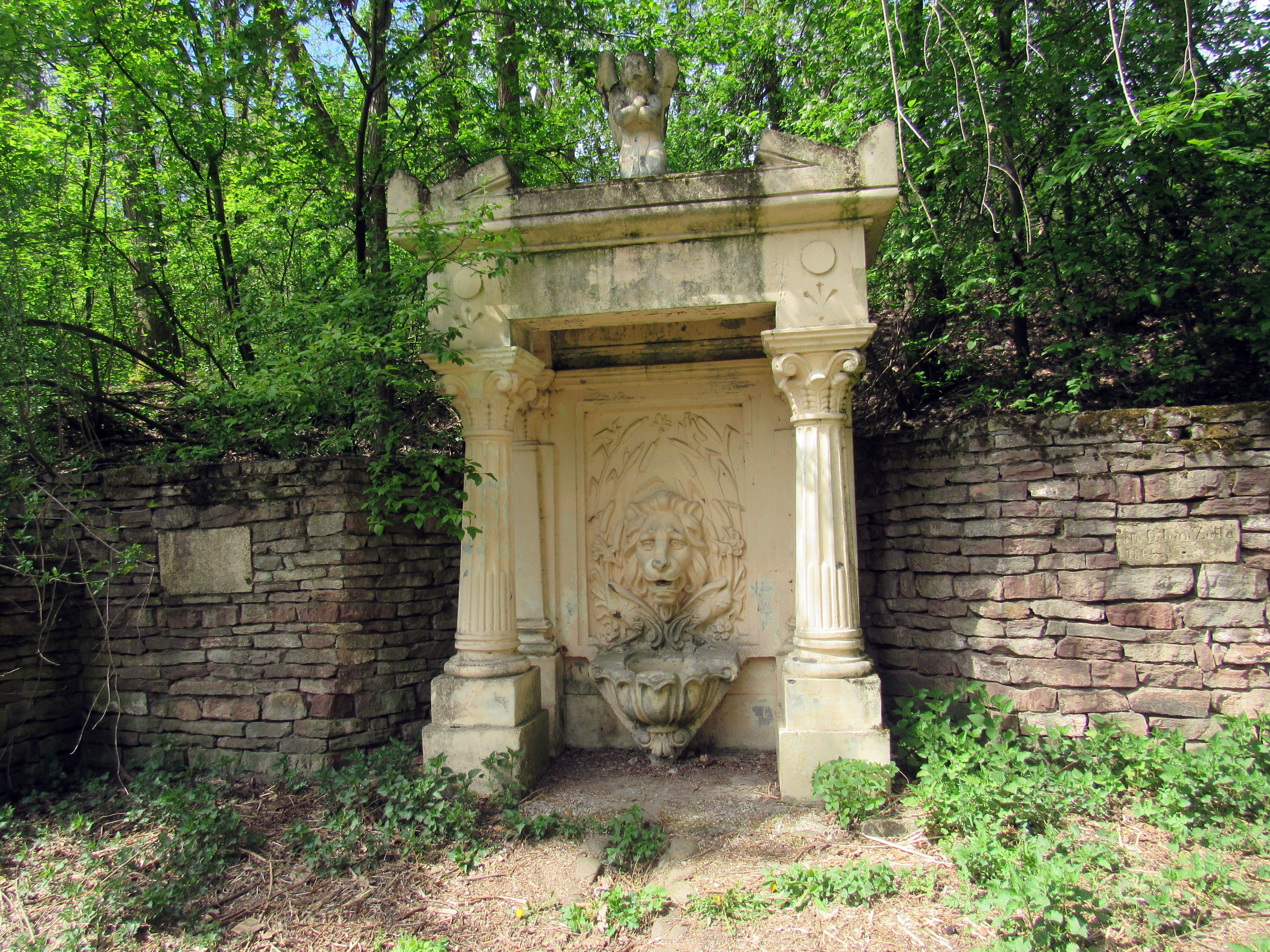
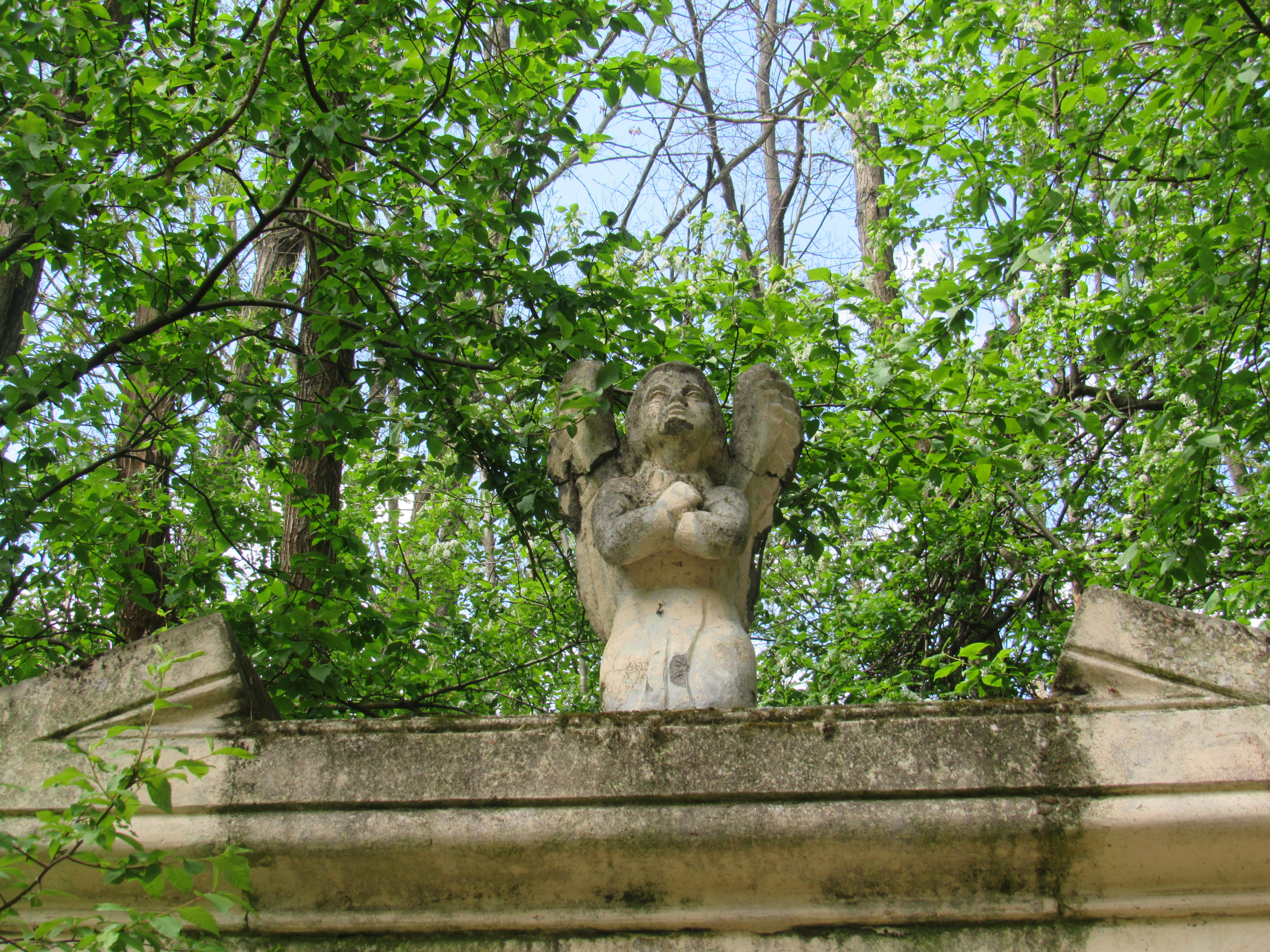